# Bientalophora regularis
Bientalophora regularis är en mossdjursart som först beskrevs av William MacGillivray 1883.  Bientalophora regularis ingår i släktet Bientalophora och familjen Pustuloporidae. Inga underarter finns listade i Catalogue of Life.